# Окапи
Ока́пи, или окапи Джонстона (лат. Okapia johnstoni), — вид парнокопытных, единственный представитель рода окапи (лат. Okapia) из семейства жирафовых. По телосложению окапи на первый взгляд больше напоминают лошадиных, нежели жирафа, к тому же у них на конечностях имеются полоски, как у зебры. Тем не менее от лошадиных окапи довольно далеки, так как принадлежат к совсем другому отряду (зато в определённой степени похожи на древних, менее специализированных, общих предков жирафов). Видовое название дано в честь британского путешественника Гарри Джонстона (1858—1927).

## Особенности
У окапи бархатистая шерсть коричневого цвета, переливающаяся красноватыми оттенками. Конечности белые с рисунком из светло-коричневых полос (причём, как и у всех остальных животных, обладающих полосатой или пятнистой окраской, у окапи каждая особь имеет свой индивидуальный рисунок, который не повторяется), морда чёрно-белой окраски. Шея и ноги довольно длинные, хоть и не в такой мере, как у родственного степного жирафа. У самцов два коротких рога с ежегодно сменяющимися наконечниками, самки рогов не имеют. Масса окапи составляет около 250 кг. Длина тела около 2,1 м, хвоста — 30—40 см. Самки в среднем несколько выше самцов. Язык у окапи такой длинный, что животное вылизывает им собственные глаза.

## Распространение
Единственным государством, на территории которого встречаются окапи, является Демократическая Республика Конго. Окапи населяют густые тропические леса на севере и востоке страны, например в заповедниках Салонга, Маико и Вирунга.
Современная численность окапи в дикой природе неизвестна. Так как окапи очень боязливые и скрытные животные и к тому же обитают в стране, разъедаемой гражданской войной, об их жизни на свободе мало что известно. Вырубка лесов, отнимающая у них жизненное пространство, наверняка влечёт за собой снижение популяции. Оценка численности окапи варьирует от 35 тысяч до 50 тысяч живущих на свободе особей. В зоопарках мира их насчитывается 160.

## Образ жизни
Как и родственные жирафы, окапи питаются прежде всего древесными листьями: своим длинным и гибким языком животные захватывают молодой побег куста и затем скользящим движением сдирают с него листву. Но так как шея окапи короче жирафовой, то этот зверь предпочитает есть только ту растительность, что растёт поближе к земле. Кроме того, окапи едят травы, папоротники, грибы и фрукты. Как показали исследования зоолога Де Медина, в выборе кормов окапи довольно привередлив: из 13 семейств растений, образующих нижний ярус тропического леса, он регулярно использует только 30 видов. В помёте окапи были обнаружены также древесный уголь и солоноватая, содержащая селитру глина с берегов лесных ручьёв. По-видимому, так животное компенсирует нехватку минеральных кормов. Кормятся окапи в светлое время суток.
Окапи активны в дневное время. Взрослые самки располагают чётко ограниченными участками, в то время как участки самцов пересекаются и не определены однозначно. Окапи — звери, живущие в одиночку. Изредка их можно встретить и в небольших группах, но по каким причинам они их образуют, до сих пор неизвестно.
Продолжительность беременности у окапи составляет 450 дней. Появление на свет потомства зависит от времён года: роды происходят в августе-октябре, в период дождей. Для родов самка удаляется в самые глухие места, и новорождённый детёныш несколько дней лежит, затаившись в чаще. Мать находит его по голосу. Голос взрослых окапи напоминает тихое покашливание. Такие же звуки издаёт и детёныш, но он может и негромко мычать подобно телёнку или изредка тихо свистеть. Мать очень привязана к малышу: известны случаи, когда самка пыталась отогнать от детёныша даже людей. Из органов чувств у окапи наиболее развиты слух и обоняние. В неволе окапи могут доживать до 30 лет.

## История открытия окапи
История открытия окапи — одна из наиболее громких зоологических сенсаций XX века. Первые сведения о неизвестном животном получил в 1890 году знаменитый путешественник Генри Стэнли, которому удалось добраться до девственных лесов бассейна Конго. В своём отчёте Стэнли рассказал, что пигмеи, увидевшие его лошадей, не были удивлены (вопреки ожиданиям) и пояснили, что похожие звери водятся в их лесах. Несколько лет спустя тогдашний губернатор Уганды англичанин Джонстон решил проверить слова Стэнли: сведения о неизвестных «лесных лошадях» казались нелепыми. Однако во время экспедиции 1899 года Джонстону удалось найти подтверждение слов Стэнли: сначала пигмеи, а затем и белый миссионер Ллойд описали Джонстону внешний облик «лесной лошади» и сообщили её местное название — окапи. А дальше Джонстону повезло ещё больше: в Форт Бени бельгийцы подарили ему два куска шкуры окапи. Они были посланы в Лондон в Королевское зоологическое общество. Осмотр их показал, что шкура не принадлежит ни одному из известных видов зебр, и в декабре 1900 года зоолог Склатер опубликовал описание нового вида животного, дав ему имя «лошади Джонстона» — Equus(?) johnstoni. Только в июне 1901 года, когда в Лондон были присланы полная шкура и два черепа, выяснилось, что они не принадлежат лошади, а близки к костям давно вымерших животных. Речь, стало быть, шла о совершенно новом роде. Так было узаконено современное название окапи — название, которое тысячелетиями бытовало у пигмеев из лесов Итури. Однако окапи оставались почти недоступными.
Долго были безуспешными и запросы зоопарков. Только в 1919 году Антверпенский зоопарк получил первого молодого окапи, который прожил в Европе лишь пятьдесят дней. Неудачей закончились и ещё несколько попыток. Однако в 1928 году в Антверпенский зоопарк прибыла самка окапи по кличке Теле. Она прожила до 1943 года и погибла от голода уже во время Второй мировой войны. А в 1954 году всё в том же Антверпенском зоопарке родился первый детёныш окапи, который вскоре погиб. Первое полностью успешное разведение окапи было достигнуто в 1956 году в Париже. В настоящее время в долине реки Эпулу (Epulu, Демократическая Республика Конго, Киншаса) работает специальная станция по отлову живых окапи.

## Фотогалерея

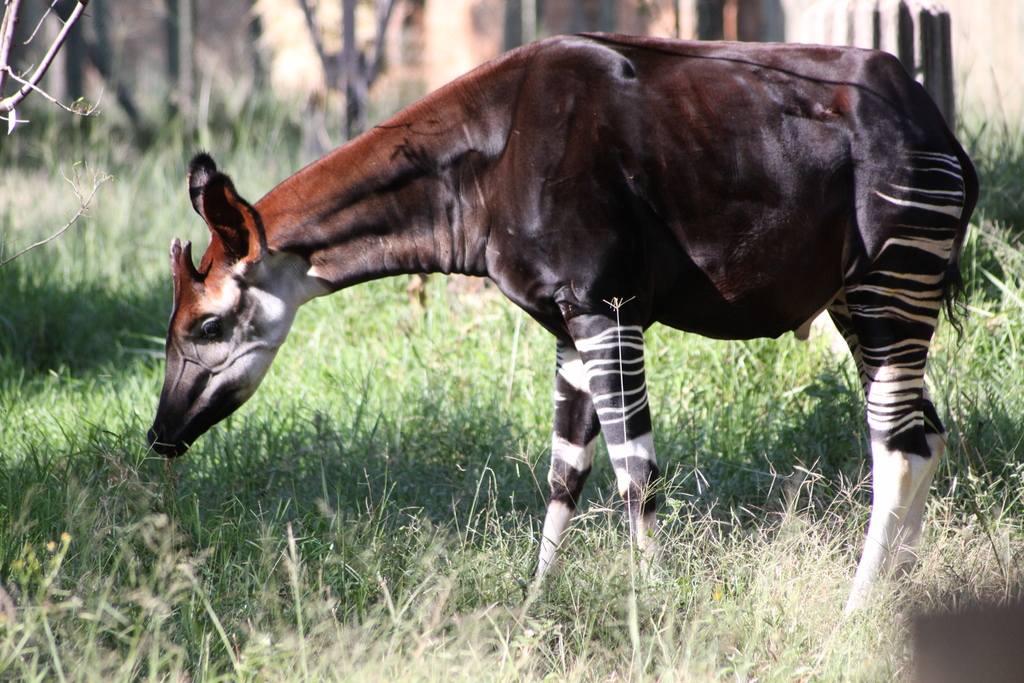
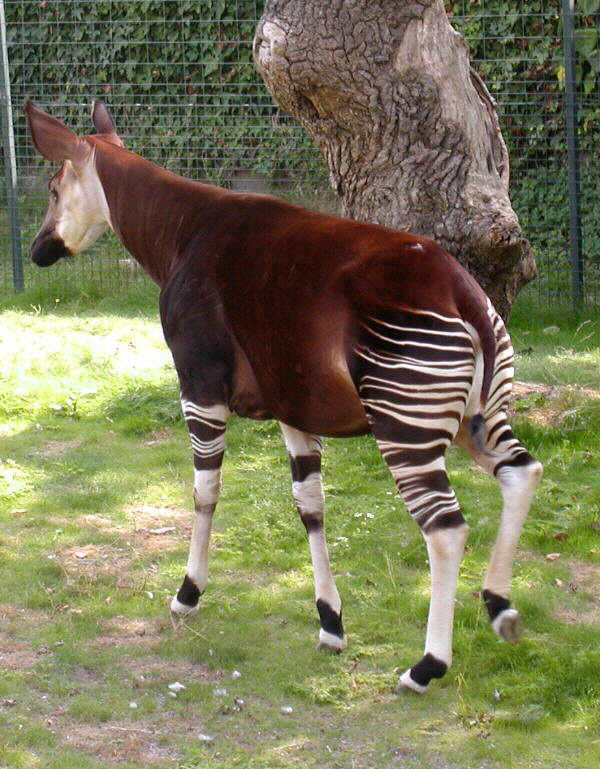
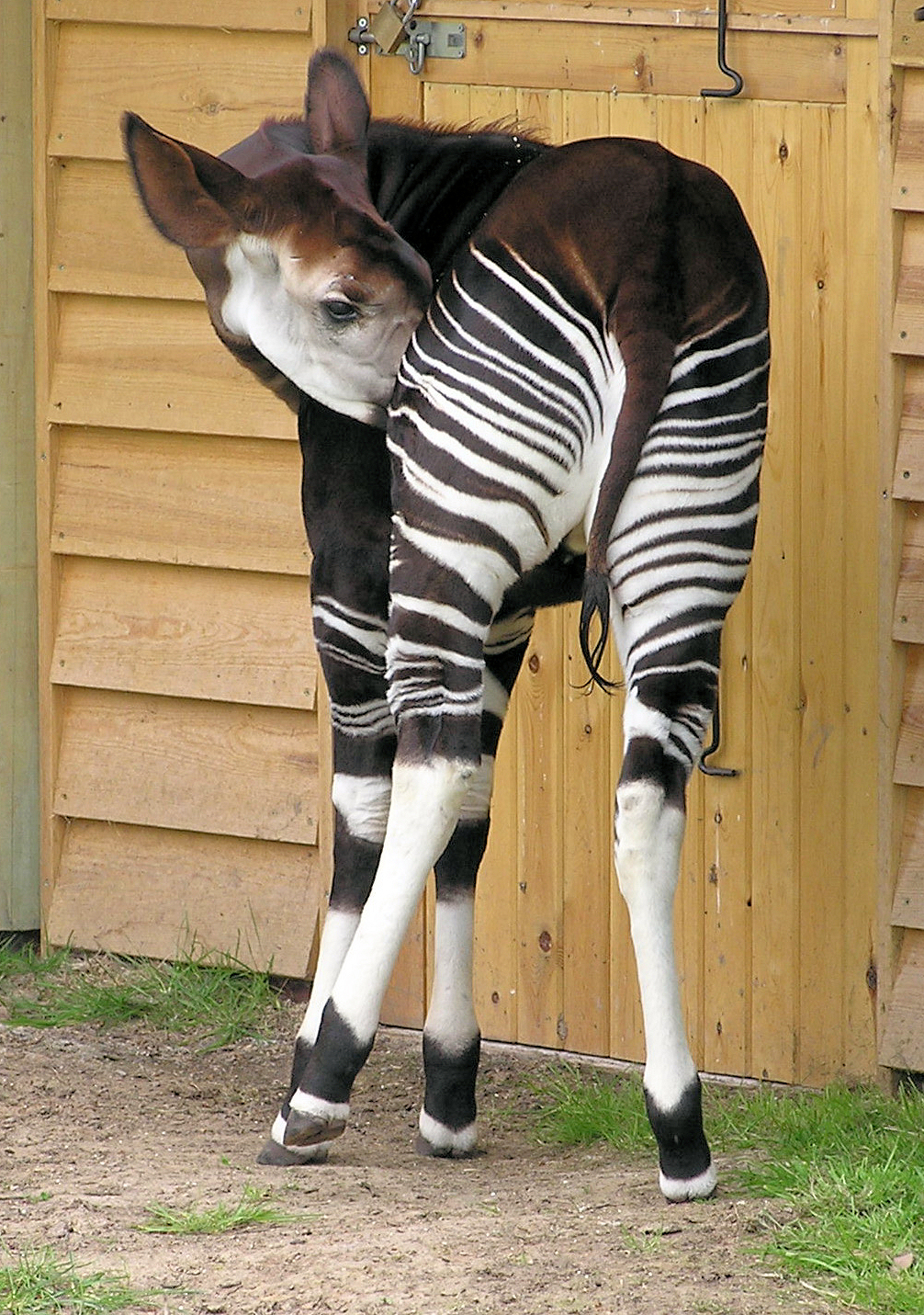
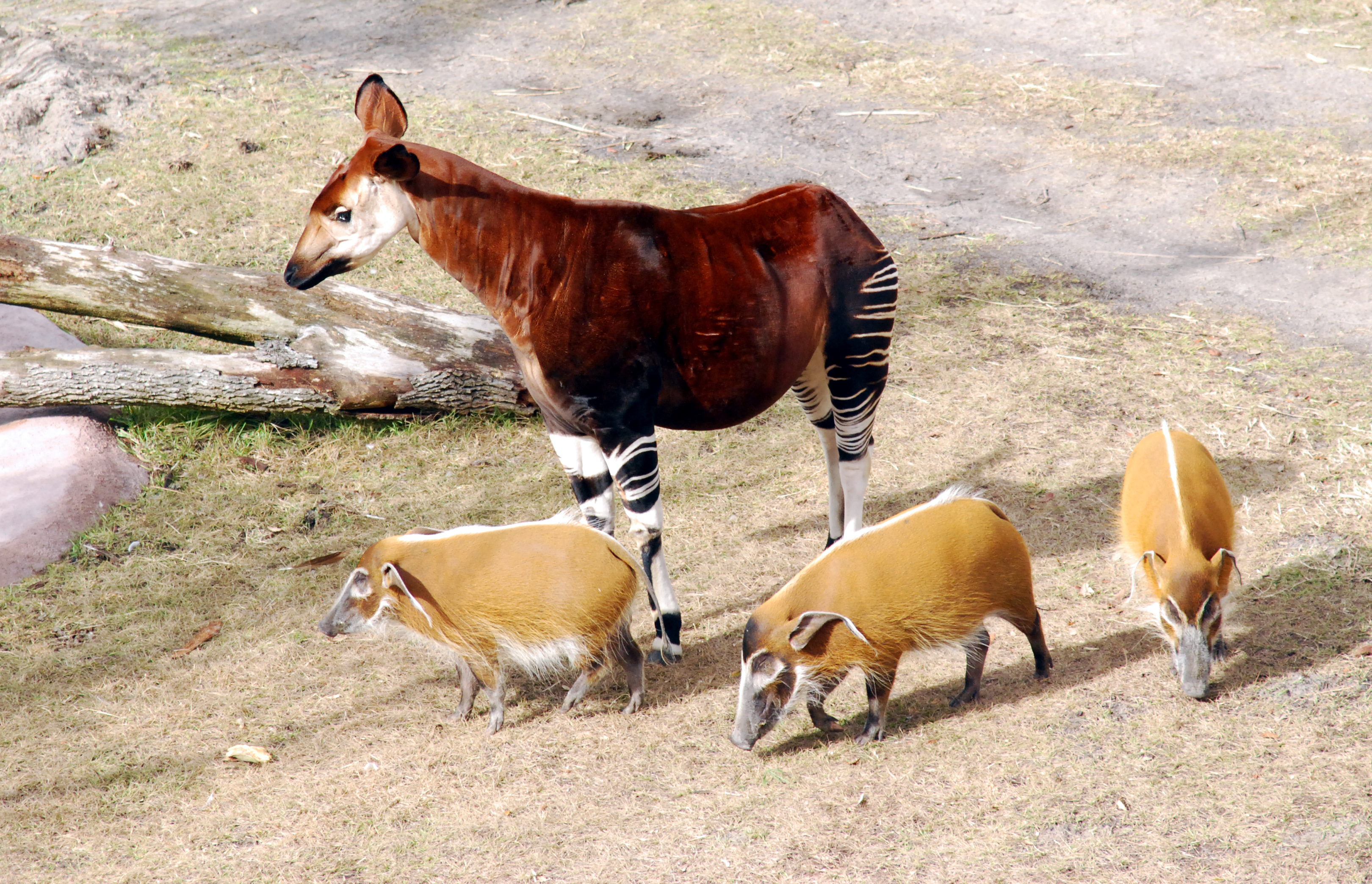
Окапи и кистеухие свиньи в Диснейуорлде в Орландо, США
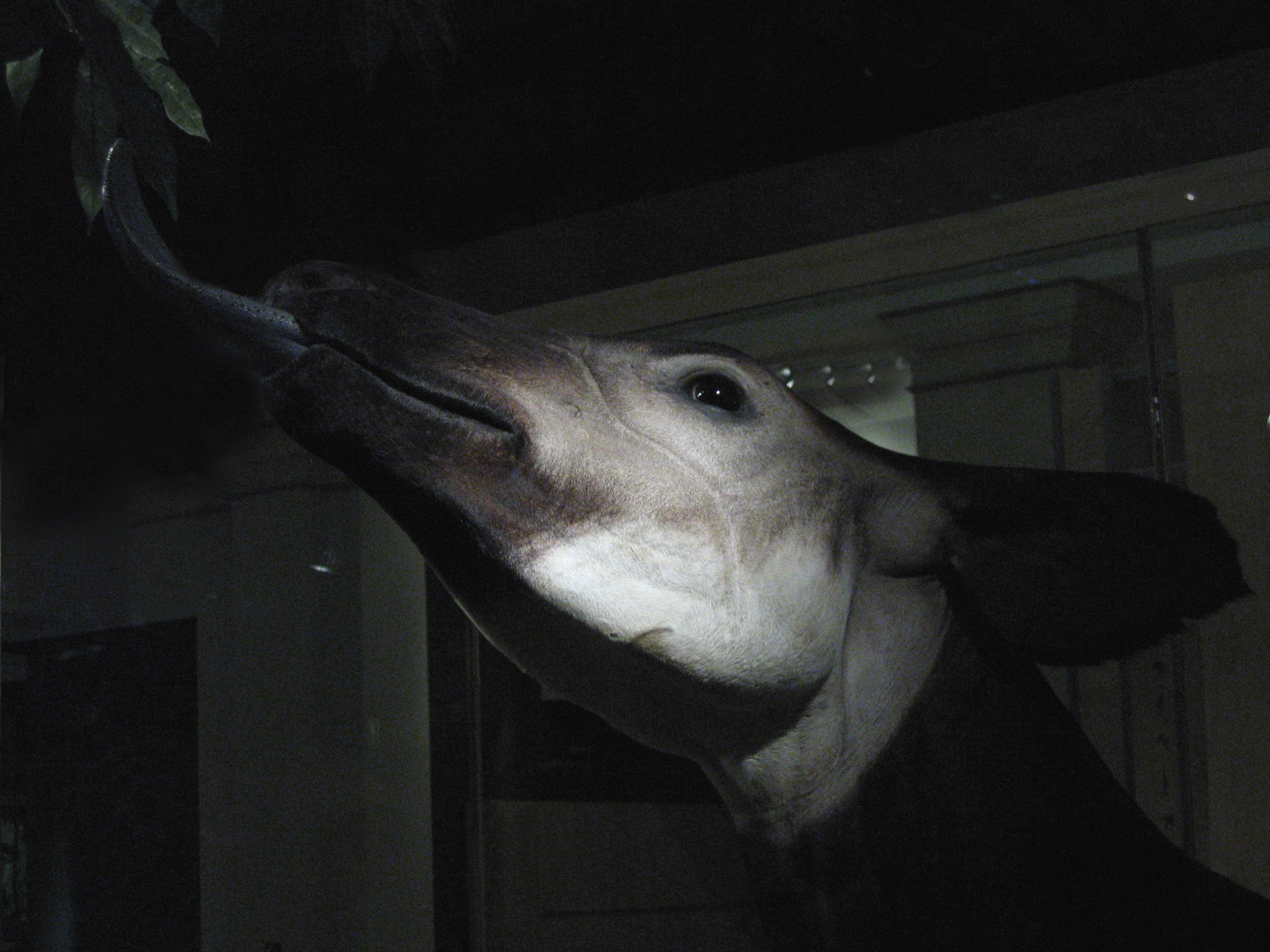
Голова и язык окапи
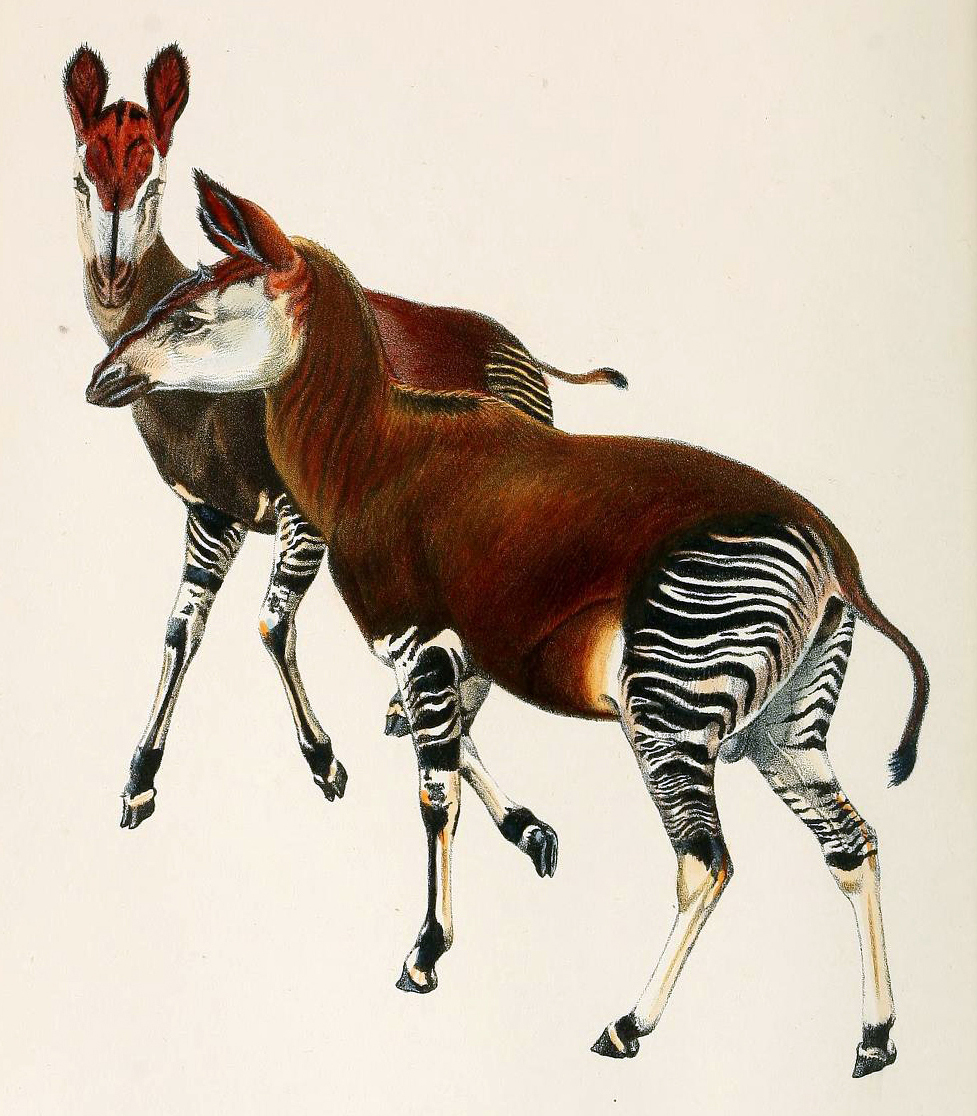